# Slide Mountain Terrane
Lo Slide Mountain Terrane è un terrane situato nella Columbia Britannica, in Canada, risalente al Paleozoico superiore e costituito da un complesso di rocce della crosta oceanica.

## Caratteristiche
Le rocce di cui è composto questo terrane includono calcari del Carbonifero, rocce sedimentarie clastiche a grana fine ricche in quarzo, conglomerati e rocce vulcaniche. Sono presenti anche rocce mafiche del gruppo di Kelso risalenti al Permiano. Le rocce del gruppo di Kelso si sono originate in una dorsale oceanica del Permiano adiacente al margine continentale.
Queste rocce oceaniche derivano dal fondale oceanico del preistorico Oceano Slide Mountain, dove era presente una zona di subduzione, la fossa Intermontana, nella quale la placca Intermontana andava in subduzione al di sotto della placca nordamericana.